# جو زاوینول
جو زاوینول (انگلیسی: Joe Zawinul; ۷ ژوئیهٔ ۱۹۳۲ – ۱۱ سپتامبر ۲۰۰۷) آهنگساز و کیبوردنواز جاز اهل اتریش بود. او فعالیت موسیقایی را با اجرا با کننبال ادرلی (ساکسوفون‌نواز) آغاز کرد و با مایلز دیویس (ترومپت‌نواز) ادامه داد و خودش را به عنوان یکی از پایه‌گذاران سبک جاز فیوژن مطرح کرد و گروه‌های وذر ریپورت و زاوینول سیندیکِیت را بنیان گذاشت.
جو زاوینول از پیشگامان استفاده از پیانو الکتریک بود و بیست‌وهشت بار در نظرسنجی خوانندگان مجلهٔ جاز داون بیت به عنوان برترین کیبوردنواز الکتریک برگزیده شده است. بسیاری از موسیقی‌دانان همچون برایان اینو، جان مک‌لاگلین، وارن کوکورولو، باب بالدوین، چوچو والدز و بیرلی لاگرن با آفرینش قطعاتی به او ادای احترام کرده‌اند.